# Jacques-Henri Tournadre
Jacques-Henri Tournadre est un dessinateur de bande dessinée et illustrateur français né le 9 novembre 1957 à Saint-Ouen-sur-Seine.
Dessinateur de quatre albums publiés entre 1986 et 1992, dont deux écrits par Pierre Christin, Tournadre travaille ensuite pour la publicité, tout en réalisant des peintures et des albums jeunesse.

## Biographie
Jacques-Henri Tournadre fait ses études à l'école nationale supérieure des beaux-arts de Paris.
En 1982, il reçoit le prix Alfred Avenir au festival de bande dessinée d’Angoulême,. Il publie ses deux premières histoires courtes, écrites par Pierre Christin dans Métal Hurlant (Une femme est morte quai des Aléas) en 1982, puis dans Pilote Mensuel (Belle Journée pour Berna Lee) en 1983.
Christin lui écrit ensuite sa première histoire longue, Un cercle magique, prépubliée dans Pilote Mensuel en 1985-1986 et éditée en album en 1986 par Dargaud. La même année Route des falaises, écrit par Rodolpe paraît chez Vents d’Ouest. Tournadre y exprime son goût pour la couleur et les ambiances étranges. Rodolphe et Tournadre réalisent ensuite pour Dargaud un roman jeunesse, Le Chevalier vert.
Les Humanoïdes associés publient en 1990 son second album écrit par Christin, L’Œil du Maître, tandis qu'en 1992, Glénat publie le premier volume d'Irvin, écrit par Trano. Cette seconde série n'est pas poursuivie.

Tournadre à Pontoise devant une de ses toiles en 2018.

Tournadre ne publie ensuite plus de bande dessinée chez des éditeurs diffusés en librairie, se consacrant à l'illustration et la bande dessinée publicitaire pour une agence. Il réalise ponctuellement des albums jeunesse, dont la série Polo L'Hippo à partir de 2005, et réalise des peintures dans un style fantastique, imaginant un monde à la fois organique et mécanique ou les êtres vivants se confondent avec les machines, revisitant ainsi l’univers de la Bande dessinée[réf. souhaitée].

### Albums de bande dessinée
Tournadre est le dessinateur de ces albums, et son collaborateur le scénariste.
- Un cercle magique, avec Pierre Christin, Dargaud, coll. « Portraits souvenirs », 1986  (ISBN 2-205-03266-6).
- Route des falaises, avec Rodolpe, Vents d’Ouest, 1986  (ISBN 2-86967-018-4).
- L’Œil du Maître, avec Pierre Christin, Les Humanoïdes associés, 1990  (ISBN 2-7316-0805-6).
- Irvin, avec Pierre-Yves Trano, Glénat, coll. « Grafica » :

1. California Zéphyr, 1992  (ISBN 2-7234-1338-1).

### Illustrations de livres jeunesse
Tournadre est l'illustrateur de ces albums et romans jeunesse.
- Rodolphe, Le Chevalier vert, 1987  (ISBN 9782205034363).
- Didier Dufresne, Polo ne veut pas se lever, Éditions du Sorbier, 2005  (ISBN 2-7320-3848-2).
- Didier Dufresne, Polo veut monter devant, Éditions du Sorbier, 2005  (ISBN 2-7320-3847-4).
- Philippe Barthélémy, Trop c’est trop, 2011, Bulle Verte/Ecogam.
- Lulu Michel, Polo fait une bêtise, Éditions Etena, 2021  (ISBN 978-2-9576104-1-9).
- Philippe Etienne, Polo part faire la fête, Éditions Etena, 2022  (ISBN 978-2-9576104-4-0).

### Exposition
- 2021 : exposition des artistes français au Grand Palais, «Une nuit à Belaniza» acrylique sur papier marouflé (96x146 cm)
- 2024 : exposition Art Capital au Grand Palais Ephémère à Paris, "Hypérion" acrylique (96x146 cm)

## Prix
- 1982 : Alfred de l'avenir au festival d'Angoulême
- 2022 : Prix "Univers des arts" avec la toile "Climax" à la Biennale de Chaville